# Greben Ashmore
Otoci Ashmore, također poznati kao greben Ashmore, nalaze se u Timorskom moru, rubnom moru Indijskog oceana. Otočje je udaljeno oko 320 km od sjeverozapadne obale Australije i 144 km od indonezijskog otoka Rote Otok Cartier nalazi je 60 km jugoistočno, a greben Hibernia 40 km sjeveroistočno.
Skupinu čine tri nenaseljena otoka nazvana Zapadni otok/otočić (eng. West Islet), Srednji otok/otočić (eng. Middle Islet) i Istočni otok (eng. East Islet) te plitki greben koji obuhvaća cijelu skupinu. Uključujući greben i dvije lagune (Unutarnju lagunu i Istočnu lagunu), ukupna površina je otprilike 227 km². Pješčani otoci čine 0,61 od toga km² (Zapadni otočić: 0,32 km², Srednji otočić: 0,13 km², Istočni otok: 0,16 km²). Do Zapadnog otoka može se doći brodom preko kanala Lagoon i Inner Lagoon .
Arhipelag je 1811. otkrio i dao mu ime engleski moreplovac Samuel Ashmore koji je zapovijedao Hiberniom. Godine 1878. Britanija je anektirala otočje Ashmore, da bi 1934. došli su pod kontrolu Australije.
Zajedno s otokom Cartier na jugoistoku, otoci sada čine teritorij Otoka Ashmore i Cartier, australski vanjski teritorij.
Indonezija je objavila teritorijalne zahtjeve za područjem bogatim ribom oko otočja Ashmore, što je australska vlada uvijek odbijala.
Otoci Ashmore nalaze se unutar migracijske zone Australije. To znači da ljudi koji dolaze čamcima za izbjeglice ne mogu podnijeti zahtjev za azil u Australiji i bit će zadržani u imigracijskom pritvoru u Australiji.

## Vanjske poveznice
- Ashmore Reef - stranica s informacijama australske vlade